# Métempsycose
Pour l’article homonyme, voir Métempsycose (film).
La métempsycose ou métempsychose [du grec ancien μετεμψύχωσις / metempsúkhôsis, déplacement de l'âme ; formé de la préposition μετά, de la préposition ἐν et de ψυχή (psukhḗ), âme] est le passage, le transvasement d'une âme dans un autre corps, qu'elle va animer.

## Concept

### De la palingénésie à la métempsycose
La métempsycose trouve son origine dans l'Égypte antique. Les Grecs l'appellent à l'origine palingénésie (παλιγγενεσία / palingenesía, de παλίν / palín, « de nouveau », et γένεσις  / génesis, « naissance »), c'est-à-dire « nouvelle naissance », « genèse de nouveau ». Ainsi, pour Pythagore, « ce qui a été, renaît » (palin ginetaï).
De manière plus large, le métempsycosisme est la croyance ou l'hypothèse selon laquelle une même âme peut animer successivement plusieurs corps soit d'humains soit d'animaux, ainsi que de végétaux : la transmigration des âmes peut intervenir non seulement dans l'humain (réincarnation) mais encore dans le non-humain, bêtes ou plantes.
L'idée de métempsycose suppose d'autres idées : la préexistence de l'âme, l'immortalité de l'âme, la dualité entre le corps et l'âme. Mais la métempsycose n'exige pas forcément la croyance en la rétribution des âmes. On peut imaginer des métempsycoses venant du hasard, de circonstances, de sympathies, et non pas d'une récompense ou d'un châtiment moral : c'est le cas pour Pythagore. D'autre part, une idée importante est celle de la parenté des vivants, qu'ils soient humains, animaux, végétaux.

### Métempsychose et métensomatose
La métensomatose est le passage d'un corps à un autre, et non d'une âme qui va d'un corps à un autre. Le bouddhisme croit plutôt à la métensomatose, puisque c'est une religion où l'âme n'existe pas, et où le moi n'est qu'illusion de l'identité individuelle qui « s'éteint » dans la vacuité ; cela dit, des éléments psychiques transmigrent, comme on pourrait le voir dans certains caractères (physiques ou psychiques) venus des parents jusqu'aux enfants, dans le phénomène lamaïste des tulku, appelés improprement « réincarnations » d'un lama. Les écrits bouddhiques utilisent en fait un concept sensiblement différent de celui de réincarnation : punarbhava, que l'on traduit par « re-naissance ». Le mot métensomatose vient du grec métensomatosis, qui signifie « passage d’un corps dans un autre ».[réf. nécessaire]
La métempsychose (et la métensomatose) entraîne certains comportements éthiques, entre autres le respect de toute forme de vie, et particulièrement des animaux (le végétarisme). L'orphisme et le pythagorisme y ont insisté, mais on trouve ces comportements aussi très présents, de nos jours, dans l'hindouisme ou dans le bouddhisme.

## Utilisations

### Dans l'hindouisme
L'hindouisme défend la métempsychose, la loi du karma. Il croit à la métempsychose : l'âme individuelle (âtman) doit se fondre dans l'Âme cosmique, dans le Brahman immanent et absolu, afin de se dégager du cycle des renaissances (samsâra). La Bhagavad-Gîtâ (II, 22) présente ainsi la transmigration des âmes : « À la façon d'un homme qui a rejeté des vêtements usagés et en prend d'autres, neufs, l'âme incarnée, rejetant son corps, usé, voyage dans d'autres qui sont neufs. » Selon swâmi Dayânanda Sarasvatî, « en punition des péchés physiques, un homme renaîtra sous forme végétale ; pour les péchés de la parole, il prendra la forme d'un oiseau ou d'un quadrupède ; et, pour les péchés de la pensée, il vivra dans les conditions humaines les plus basses » (Satyârtha-prakâsha — La Lumière de la Vérité, 1865, trad., Adrien-Maisonneuve, 1940, p. 335).

### Chez les pré-socratiques
Les avis sont partagés quant à savoir si l'orphisme croit en la métempsychose. L'orphisme expose plutôt la palingénésie.
La métempsychose était également au centre des enseignements de Pythagore : « Un jour, passant près de quelqu'un qui maltraitait son chien, on raconte qu'il [Pythagore] fut pris de compassion et qu'il adressa à l'individu ces paroles : « Arrête et ne frappe plus, car c'est l'âme d'un homme qui était mon ami, et je l'ai reconnu en entendant le son de sa voix ». Ennius semble donner parmi les incarnations antérieures de Pythagore celle d'un paon, puis d'Euphorbe.
Pindare en parle dans les Olympiques.
Le mot apparaît chez Diodore de Sicile.

### Chez Platon
Platon a défendu la notion dans plusieurs de ses dialogues : le Phédon (81 b) ; le Ménexène (81 a) ; La République (614 ss.) ; le Phèdre (248 d) ; le Gorgias (525 c) et le Timée (42 b-d et 91 d-92 c). Les trois espèces de métempsychose envisagées correspondent aux trois parties que Platon distingue dans l'âme : quand l'appétit (epithumia) domine il y a réincarnation dans des animaux licencieux, quand c'est l'agressivité (thumos) dans des bêtes de proie, quand c'est la partie raisonnable (logistikon) dans des animaux grégaires,.

### Chez Aristote
Aristote refuse la théorie de la métempsycose. Il considère que le corps et l'esprit ne font qu'un, car la forme et la matière ne peuvent exister l'une sans l'autre. Aristote refuse les « mythes pythagoriciens » selon lesquels « n'importe quelle âme pénètre dans n'importe quel corps ».

### Chez Virgile
Le poète Virgile fait allusion à la métempsychose, selon laquelle l’âme change souvent de sexe, dans l'Énéide. Au cours de l'épopée, Anchise expose à Énée le principe de réincarnation des âmes dans les enfers.

### Chez Plotin
Le néoplatonicien Plotin fait des allusions, relativement rares, à la métempsycose. Il écrit ainsi : « C'est une croyance universellement admise que l'âme commet des fautes, qu'elle les expie, qu'elle subit des punitions dans les enfers et qu'elle passe dans de nouveaux corps ». Cette métempsycose répond à un principe de justice. En effet, « les dieux donnent à chacun le sort qui lui convient et qui est en harmonie avec ses antécédents dans ses existences successives ».

### Dans le judaïsme
La kabbale admet la métempsychose, qu'elle appelle gilgoul. « La kabbale, dans le Sefer ha-Bahir (fin du XIIe siècle), son texte le plus ancien, tient déjà la transmigration pour acquise… Au XIIIe siècle, la transmigration était considérée comme une doctrine ésotérique… La généralisation du concept de transmigration, initialement limitée au châtiment de péchés particuliers, contribua à l'apparition de la croyance en une transmigration dans les animaux, voire dans les plantes et dans les matières inorganiques. ce point de vue, contesté par de nombreux kabbalistes, ne s'est répandu qu'après 1400. La transmigration dans les corps d'animaux est mentionnée pour la première fois dans le Sefer ha-Temurah, qui est issu d'un groupe proche des kabbalistes de Gérone ». « Isaac Luria, grand maître kabbaliste de Safed au XVIe siècle, reconnut un jour selon ses deux principaux disciples, Hayyim Vital et son fils) l'âme d'un père incestueux dans le corps d'un grand chien noir… Nahman de Bratslav [mort en 1811] se vante d'être le maillon le plus récent d'une chaîne de réincarnations d'une âme apparue d'abord dans le corps de Simon bar Yohaï, passant ensuite par Isaac Luria et allant, après lui, jusqu'au Messie ».
L'islam druze et le yézidisme intègrent également la métempsychose. La métempsychose est en revanche totalement absente du christianisme, à l'exception de quelques branches considérées comme « hérétiques », comme le catharisme, ou basées sur la pensée du théologien Origène.[réf. nécessaire]

### Dans la littérature moderne
Jean-François Perrin, professeur de littérature, indique que « depuis la fin du XVIIe siècle jusqu’à la fin du XVIIIe, ce thème est dans l’air du temps. Il est traité doctrinalement dans la littérature de voyage et dans les lettres de missions ; il est dans les dictionnaires (celui de Voltaire compris) et dans l’Encyclopédie ; en philosophie, il intéresse crucialement les platoniciens de Cambridge, Locke, Leibniz, etc. ; bref, il suscite une intense curiosité. Sur le plan littéraire, de la fin du XVIIe siècle jusqu’au milieu du XVIIIe, ce sont une bonne quinzaine de récits qui abordent le thème, dans le conte principalement (mais aussi au théâtre), depuis le Quiribini du chevalier de Mailly jusqu’à l’étrange Atalzaïde en 1746 ; mais surtout, la mémoire d’un narrateur métempsycosé prend statut de matrice narrative dans trois récits développés : Les Aventures merveilleuses du Mandarin Fum-Hoam de Gueullette (1723), L’Histoire véritable de Montesquieu (non publiée), et Le Sopha (1742) de Crébillon. »
La nouvelle fantastique de Maupassant Le Docteur Héraclius Gloss évoque aussi cette croyance par la découverte d'un manuscrit métempsycosiste. La métempsycose est au cœur de la nouvelle de Jorge Luis Borges, L'Approche d'Almotasim, issue de son recueil Fictions : « (...) l'âme d'un ancêtre ou d'un maître peut pénétrer dans l'âme d'un malheureux pour le réconforter ou l'instruire. Ibbür est le nom de cette variété de métempsycose ».
Elle est au centre de plusieurs nouvelles d'Edgar Allan Poe, comme Metzengerstein, Morella, et Le Portrait ovale, tirées des recueils Histoires extraordinaires et Nouvelles histoires extraordinaires composés par Charles Baudelaire.

### Dans la littérature contemporaine
Le terme de métempsycose est très souvent cité par Léopold Bloom, un des personnages principaux d’Ulysse de James Joyce. La définition du mot n'est pas donnée : il est plutôt utilisé par Bloom pour prouver son érudition à sa femme puis, plus tard dans le roman, à Stephen Dedalus.
Ce même terme se trouve à la toute première page du roman À la recherche du temps perdu de Proust.